# Luka Igrutinović
Luka Igrutinović (in serbo Лука Игрутиновић?; Kragujevac, 15 febbraio 1992) è un cestista serbo.

## Palmarès
- Campionato slovacco: 1

Komárno: 2014-15
- Campionato bosniaco: 1

Zrinjski Mostar: 2017-18